# Medicinska studentkåren vid Umeå universitet
Umeå Medicinska Studentkår (förkortn. UMS; eng. Medical Sciences Student Union at Umeå University), ofta endast kallad Medicinska studentkåren, (tidigare namn: Corpus) är en av tre studentkårer vid Umeå universitet. Kåren ansluter samtliga studenter vid universitetets medicinska fakultet och har drygt 2500 medlemmar varav ca 250 forskarstuderande. Kåren är uppbyggd av fyra sektioner (se nedan) som vid medlemsmöten i direkta personval utser representanter till kårfullmäktige (21 ledamöter), vilket i sin tur utser kårordförande och kårstyrelse. Sektionerna är representerade i fullmäktige utifrån medlemsantal. Några partier, partipolitiska eller andra, förekommer ej. Kårstyrelsens ledamöter är arvoderade på deltid och har till sin hjälp i det dagliga arbetet en tjänstemannastab, kårstyrelsens kansli.
Medicinska studentkåren delar varje år ut Medicinska studentkårens Pedagogiska Pris till någon som undervisar vid medicinska fakultetens utbildningar.

## Historik
Umeå universitets två äldsta studentföreningar, Medicinska föreningen (MF) och Odontologiska Föreningen (OF), bildade tillsammans 1959 en gemensam studentkår under namnet Umeå studentkår, vid den dåvarande medicinska och odontologiska läroanstalten i Umeå. I takt med att lärosätet växte och fick universitetsstatus (1965) kom Umeå studentkår även att ansluta studenter vid de yngre fakulteterna (samhällsvetenskap, humaniora, teknik/naturvetenskap, lärarutbildningarna). 
Under 90-talet uppstod en del inre motsättningar i det dåvarande Umeå studentkår, som fram till dess varit ensam kår vid universitetet. Medicinarna och odontologerna, liksom naturvetarna och teknologerna, var missnöjda över att kåren, som man tyckte, ägnade sig för mycket åt partipolitisk diskussion och för lite åt studenterna faktiska situation vid universitetet. 
När universitetets äldsta fakulteter, den medicinska och den odontologiska, slogs ihop i slutet av 90-talet och sedermera landstingets hälsohögskola inkorporerades i den nybildade storfakulteten (nuvarande medicinska fakulteten), bestämde sig Umeå studentkårs grundarföreningar, MF och OF, att ta tillfället i akt att bilda en ny "fakultetskår" och därmed lämna den studentkår man en gång bildat, nära 40 år tidigare. 
MF och OF uppvaktade sålunda studentföreningarna vid gamla hälsohögskolan och gjorde med dem gemensam sak: Tillsammans beslutade man att ansöka hos universitetsstyrelsen om att få bilda en egen fakultetsanknuten studentkår. Ansökan beviljades och den nya kåren kom så att grundas den 1 juli 1998, då under namnet Corpus (lat. "kropp"). Från och med 1 juli 2004 har kåren antagit namnet Medicinska studentkåren (vid Umeå universitet) för att bättre avspegla organisationens karaktär. (Namnet Corpus var från början en kompromiss, eftersom termen "medicin" vid grundandet ansågs vara för nära förknippad med en av de många studentkategorier som ingick i kåren, nämligen läkarstudenterna = medicine studerande.)
I dag består Medicinska studentkåren av fyra fristående föreningar, s.k. sektioner: Doktorandföreningen (DF), Hälsovetenskapliga sektionen (HVS) samt de ursprungliga Medicinska och Odontologiska föreningarna. 
HVS består av de tidigare studentföreningarna vid hälsohögskolan. Medlemskap i Medicinska studentkåren medför automatiskt medlemskap i någon av dess sektioner – vilken sektion avgörs av vilken utbildning man läser. Medicinska studentkårens medlemmar är således antingen forskarstuderande/doktorander inom vetenskapsområdet medicin (tillhör DF) eller grundutbildningsstuderande på fristående kurser eller program inom detta område (MF, OF eller HVS). Inom kåren finns därmed läkar-, biomedicin-, logoped-, tandläkar-, tandhygienist-, tandtekniker-, sjuksköterske-, sjukgymnast-, arbetsterapeut-, biomedicinska analytiker- samt röntgensjuksköterskestuderande samlade.
Medicinska studentkåren har ett nära samarbete med universitetets båda övriga kårer: Umeå studentkår (US) vid samhällsvetenskapliga-, humanistiska-, och lärarfakulteten samt Umeå naturvetar- och teknologkår (NTK) vid teknisk-naturvetenskaplig fakultet. NTK grundades samtidigt som Medicinska studentkåren. 
I Umeå finns ytterligare en studentkår: Skogshögskolans studentkår (SHS) vid Sveriges Lantbruksuniversitet i Umeå.

## Kårhus

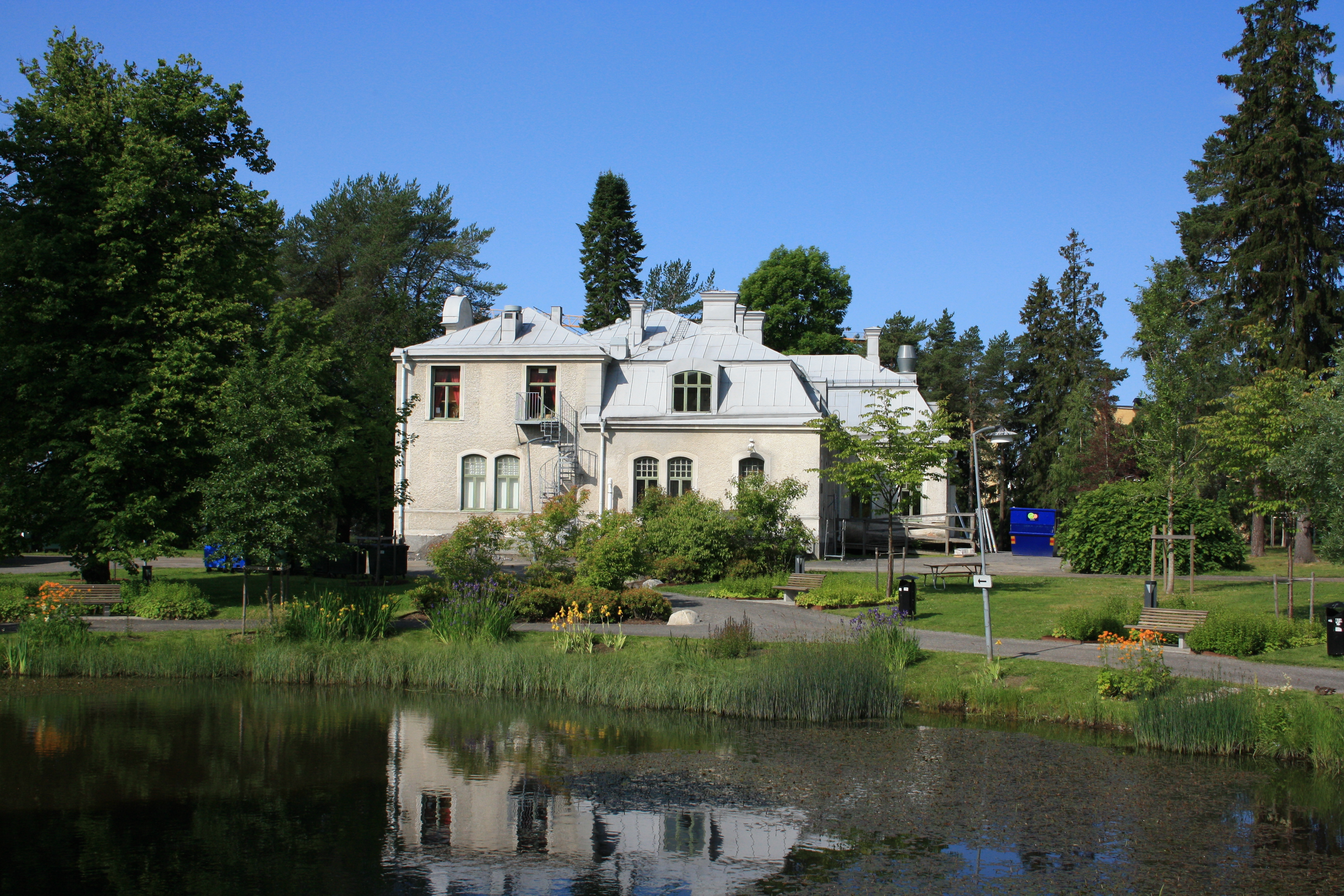
Läkarvillan (sommaren 2015).

Medicinska studentkåren driver ett eget kårhus, Kårhuset Villan (eller bara Villan i folkmun), i den gamla överläkarvillan i sjukhusparken vid Norrlands universitetssjukhus. Medicinska studentkårens kansli är beläget på kårhusets övervåning.
Kårhuset Villan drevs som kårhus redan från 1994 – dvs. fyra år före Medicinska studentkårens grundande – på den tiden av Medicinska och Odontologiska föreningarna i en gemensam stiftelse.
Ursprungligen drev MF och OF kårhus i den så kallade Scharinska Villan (även kallat "Gamla kåren") – en gammal patriciervilla i centrala Umeå som donerats av familjen Scharin till Umeå stad, och som staden i ett avtal med staten från 1957/58 förband sig att upplåta "hyresfritt till studentkåren vid den medicinska och den odontologiska läroanstalten till kårhus".

## Stiftelser och bolag
Medicinska studentkåren är, tillsammans med övriga tre studentkårer i Umeå (US, NTK och SHS, se ovan), huvudman för Stiftelsen Studenthälsan i Umeå. Stiftelsen är numera en avkastningsstiftelse som delar ut bidrag för studenthälsofrämjande ändamål. Tidigare drev stiftelsen studenthälsovården i Umeå.

## Hedersmedlemmar
Till hedersmedlem kan Medicinska studentkårens fullmäktige utnämna en person som synnerligen främjat studerandekårens intressen och strävanden. Kåren har för närvarande (2007) åtta hedersmedlemmar, bland vilka kan nämnas Sigbrit Franke, tidigare rektor för Umeå universitet, universitetskansler och chef för Högskoleverket (HSV) och numera ledamot av Umeå universitets styrelse.